# Disabilità visiva
La disabilità visiva, nota anche come disturbo della vista o perdita della vista, rappresenta la riduzione della vista a un livello tale non essere risolvibile con mezzi abituali, come gli occhiali da vista. La perdita della vista è spesso definita come un'acuità visiva peggiore di 20/40 o 20/60. Il termine cecità viene utilizzato per indicare la perdita totale (o quasi) della vista. La disabilità visiva può causare difficoltà nelle normali attività quotidiane come guidare, leggere, socializzare e camminare.
Le cause più comuni di disabilità visiva a livello globale sono gli errori di rifrazione non corretti (43%), la cataratta (33%) e il glaucoma (2%). Gli errori di rifrazione comprendono la miopia, l'ipermetropia, la presbiopia e l'astigmatismo. La cataratta è la causa più comune di cecità. Altri disturbi che possono causare problemi alla vista includono la degenerazione maculare legata all'età, la retinopatia diabetica, l'opacizzazione della cornea, la cecità infantile e una serie di infezioni. La disabilità visiva può anche essere causata da problemi al cervello dovuti, tra gli altri, a ictus, parto prematuro o traumi. Questi casi sono noti come deficit visivo corticale. Lo screening per problemi di vista nei bambini può migliorare la vista a lungo termine e i risultati scolastici. Il beneficio dello screening degli adulti asintomatici è incerto. La diagnosi avviene tramite una visita oculistica .
L'Organizzazione Mondiale della Sanità (OMS) stima che l'80% dei disturbi visivi sia prevenibile o curabile. Questo vale anche per la cataratta, le infezioni dell cecità fluviale e del tracoma, il glaucoma, la retinopatia diabetica, i difetti di rifrazione non corretti e alcuni casi di cecità infantile. Molte persone con disabilità visive significative traggono beneficio dalla riabilitazione visiva, dai cambiamenti nella loro quotidianità e dai dispositivi di assistenza.
Nel 2015 si sono registrati 940 milioni di casi di perdita della vista, 246 milioni di ipovisione e 39 milioni di cecità. La maggior parte delle persone con problemi di vista vive nei paesi in via di sviluppo e ha più di 50 anni. Le disabilità visive hanno ripercussioni economiche considerevoli, sia per il costo dei trattamenti, sia a causa della riduzione della capacità lavorativa.